# 泉北天然ガス発電所
泉北天然ガス発電所（せんぼくてんねんガスはつでんしょ）は、泉北天然ガス発電株式会社が運営するガスタービンコンバインドサイクル発電方式による天然ガス火力発電所である。
堺泉北臨海工業地域に位置する大阪瓦斯の泉北製造所に計4基発電機を設置し、特定規模電気事業者(PPS)の発電所として日本最大級の計110.9万kWの発電を行う。最高効率57%(LHV基準)を実現するなど発電効率に優れている。

## 発電設備
- 所在地

大阪ガス泉北製造所第二工場内　大阪府高石市高砂3-1（1,2号機）
大阪ガス泉北製造所第一工場内　大阪府堺市西区築港浜寺町4（3,4号機）
- 総出力：110.9万kW[2]
- 発電方式：コンバインドサイクル発電方式

1号機
定格出力：27.7万kW
使用燃料：LNG
熱効率：57%（低位発熱量基準）
営業運転開始：2009年5月1日
2号機
定格出力：27.7万kW
使用燃料：LNG
熱効率：57%（低位発熱量基準）
営業運転開始：2009年4月1日
3号機
定格出力：27.75万kW
使用燃料：LNG
熱効率：57%（低位発熱量基準）
営業運転開始：2009年11月1日
4号機
定格出力：27.75万kW
使用燃料：LNG
熱効率：57%（低位発熱量基準）
営業運転開始：2009年10月1日

## 沿革
- 2002年 事業化調査を開始
- 2006年10月2日 建設工事開始。施工は日立製作所と東芝が担当した。[3]
- 2006年2月1日 着工
- 2009年4月1日 2号機運転開始[4]
- 2009年5月1日 1号機運転開始[5]
- 2009年10月1日 4号機運転開始[6]
- 2009年11月1日 3号機運転開始[7]